# Ivan Benjamin
Ivan Cheistian Benjamin (ur. 25 lutego 1962 we Freetown) – sierraleoński lekkoatleta specjalizujący się w biegach sprinterskich, reprezentant Sierra Leone na Letnich Igrzyskach 1984 w Los Angeles.

## Letnie Igrzyska Olimpijskie 1984
Na igrzyskach w Los Angeles reprezentował swój kraj w biegach na 100 m i na 200 m oraz w sztafecie 4 × 100 m. Bieg na 100 metrów ukończył z czasem 11,13, pokonując w biegu numer dziewięć tylko reprezentanta Wysp Salomona Johnsona Kere.
Bemjamin ukończył bieg na 200 m z czasem 21,54, co dało mu 4. pozycję w biegu numer 9. Pomimo dobrego rezultatu nie awansował do ćwierćfinału, a dwóch zawodników w biegu numer 10. awansowało z gorszym rezultatem.
W sztafecie 4 × 100 m wystartował w składzie z: Abdulem Mansaray, Felixem Sandy oraz Davidem Sawyerrem. Sztafeta Sierra Leone ukończyła bieg z czasem 40,77. Gorszy rezultat od sierraleońskiej drużyny uzyskała tylko sztafeta Liberii, która ukończyła bieg z czasem 42.05.